# Estació de Santa Rosa
Santa Rosa és una estació de la línia L9 Nord del Metro de Barcelona i pertany al Tram 4 (La Sagrera – Can Zam / Gorg). Es troba a 32 metres de profunditat, a la ciutat de Santa Coloma de Gramenet i dona servei al barri de Santa Rosa. L'estació té un sol accés amb un vestíbul a peu de carrer situat a la nova plaça de Santa Rosa, entre els carrers d'Irlanda, Dalt de Banús i amb l'avinguda de Santa Coloma, com a la resta de la línia totalment adaptat a PMR.
La previsió inicial era obrir l'estació l'any 2004 i posteriorment l'any 2008. però donats els contratemps tot i formar part del tram de 3,9 km entre Can Zam i Can Peixauet, va ser l'única de les sis estacions que no es va inaugurar el 13 de desembre del 2009 perquè la construcció de l'estació encara no està acabada. Les obres de l'estació no han seguit el mateix curs que la resta de les de Santa Coloma perquè ha calgut reallotjar les famílies afectades per a l'alliberament de sòl i la creació del pou que comunica el vestíbul d'accés amb les andanes. Damunt l'estació s'hi construirà la plaça de Santa Rosa.
Finalment es va inaugurar el 19 de setembre del 2011.
| Metro de Barcelona     |              |       |       |                        |
| Procedència/Destinació | <            | Línia | >     | Procedència/Destinació |
| La Sagrera             | Can Peixauet |       | Fondo | Can Zam                |
| Projectat              |              |       |       |                        |
| Aeroport T1            | Can Peixauet |       | Fondo | Can Zam                |